# Michail Michailowitsch Kapranow
Michail Michailowitsch Kapranow (russisch Михаил Михайлович Капранов; englische Transkription Mikhail Kapranov; * 1962) ist ein russischer Mathematiker, der sich mit algebraischer Geometrie, Darstellungstheorie und mathematischer Physik beschäftigt.
Kapranow machte 1982 an der Lomonossow-Universität seinen Diplomabschluss und wurde 1988 bei Yuri Manin am Steklow-Institut in Moskau promoviert. Danach war er Wissenschaftler am Steklow-Institut und ab 1990 an der Cornell University. 1991 war er Assistant Professor, 1993 Associate Professor und 1995 Professor an der Northwestern University. 1999 bis 2003 war er Professor an der University of Toronto und seit 2003 ist er Professor an der Yale University. 1993 wurde er Sloan Research Fellow.
Mit Israel Gelfand untersuchte er Verallgemeinerungen hypergeometrischer Funktionen und deren Zusammenhänge mit Diskriminanten, die nach ihnen bis auf Untersuchungen von Arthur Cayley (1848) zurückgeht, und Hyperdeterminanten (Verallgemeinerungen von Determinanten bei multidimensionalen Matrizen). Er formulierte 1995 eine höherdimensionale Langlandskorrespondenz. und befasste sich mit höherdimensionaler Kategorientheorie.
Ende der 1980er Jahre arbeitete er mit Wladimir Wojewodski zusammen über {\displaystyle \infty }-Gruppoide, einer Idee von Alexander Grothendieck (Esquisse d’un programm) folgend. Carlos Simpson fand 1998 Unstimmigkeiten, und Wojewodski fand 2013 einen expliziten Fehler. Kapranow war auch am Beginn von Wojewodskis Programm zur Entwicklung einer motivischen Kohomologie beteiligt, ging dann aber eigene Wege.
1998 war er Invited Speaker auf dem Internationalen Mathematikerkongress in Berlin (Operads and Algebraic Geometry).

## Schriften
- mit Israel M. Gelfand, Andrei V. Zelevinsky: Discriminants, Resultants and Multidimensional Determinants. Birkhäuser, Boston MA u. a. 1994, ISBN 0-8176-3660-9.
- Analogies between the Langlands correspondence and topological quantum field theory. In: Simon Gindikin, James Leopowsky, Robert L. Wilson (Hrsg.): Functional analysis at the eve of the 21st century. In honor of the eightieth birthday of I. M. Gelfand (= Progress in Mathematics. 131). Band 1. Birkhäuser, Boston MA u. a. 1995, ISBN 0-8176-3755-9, S. 119–151.
- mit Ezra Getzler (Hrsg.): Higher Category theory. Workshop on Higher Category Theory and Physics, March 28–30, 1997, Northwestern University, Evanston, IL (= Contemporary Mathematics. 230). American Mathematical Society, Providence RI 1998, ISBN 0-8218-1056-1.